# Gutenberg Museum

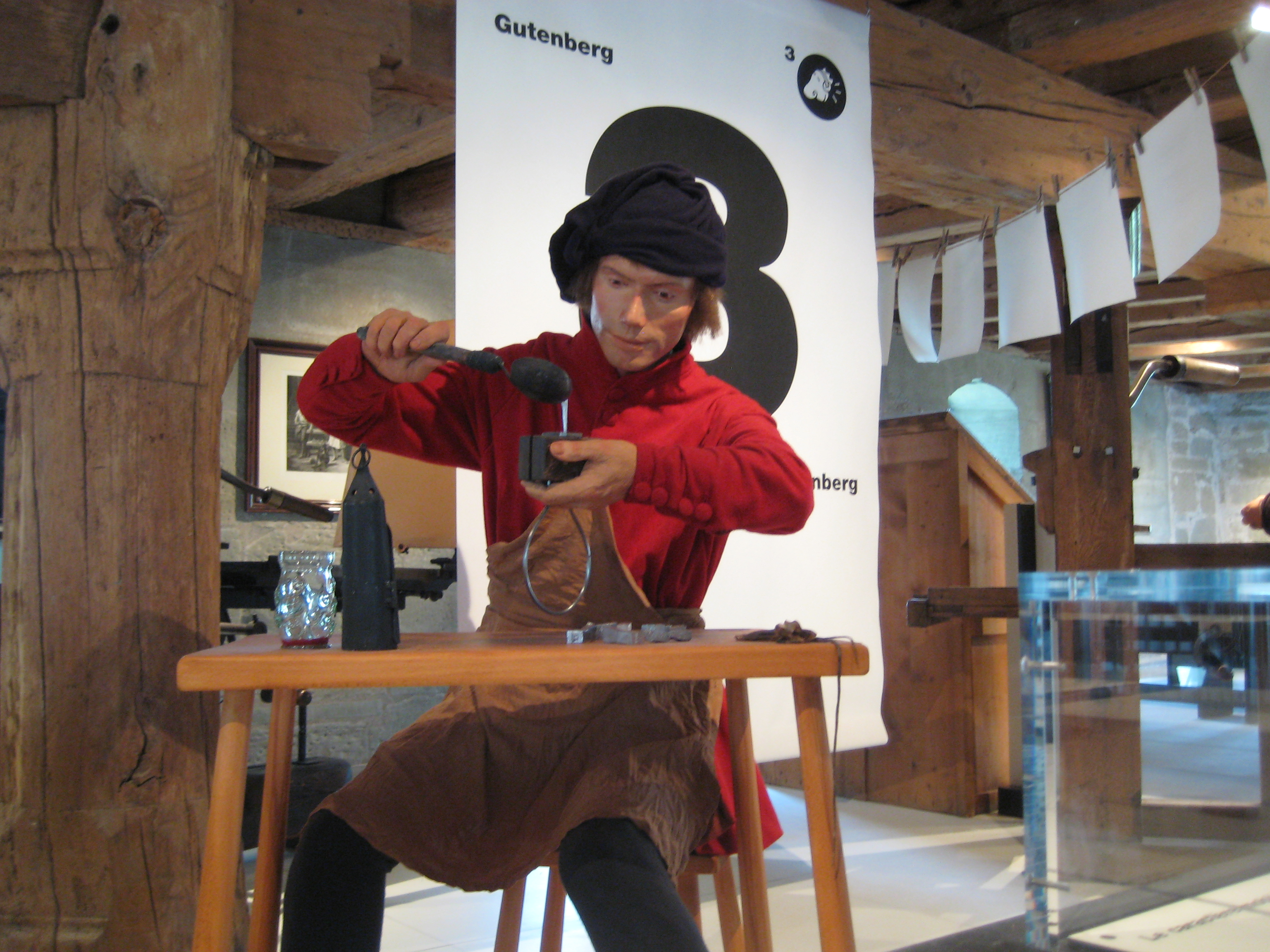
Giessen von Lettern für den Druck

Das Gutenberg Museum – Schweizerisches Museum der grafischen Industrie und der Kommunikation war ein Museum des schweizerischen Grafischen Gewerbes in Freiburg im Üechtland. Die Sammlung wird seit Dezember 2023 in der Enter Technikwelt Solothurn in Derendingen gezeigt.
Das ehemalige Museum wurde gleichzeitig mit dem Mainzer Gutenberg-Museum im 500. Geburtsjahr Gutenbergs im Jahre 1900 gegründet und befand sich über 100 Jahre in Bern. Im Herbst 2000, im Jahr, in dem Gutenbergs Erfindung des Buchdruckes zur «Erfindung des Jahrtausends» ernannt wurde, zog das Museum an seinen Standort im ehemaligen Kornhaus Derrière-Notre-Dame der Stadt Freiburg um. Da die Stadt Interesse am Gebäude anmeldete, wurde das Museum im Herbst 2022 geschlossen.
Das Gebäude ist als Einzelobjekt im Schweizerischen Inventar der Kulturgüter von nationaler und regionaler Bedeutung verzeichnet. Auch wenn das Haus in seiner Geschichte nie mit dem für Freiburg prägenden Papier oder der Druckkunst in Verbindung stand, hatte es als Kornhaus ebenfalls eine wichtige Funktion inne.

## Baukörper

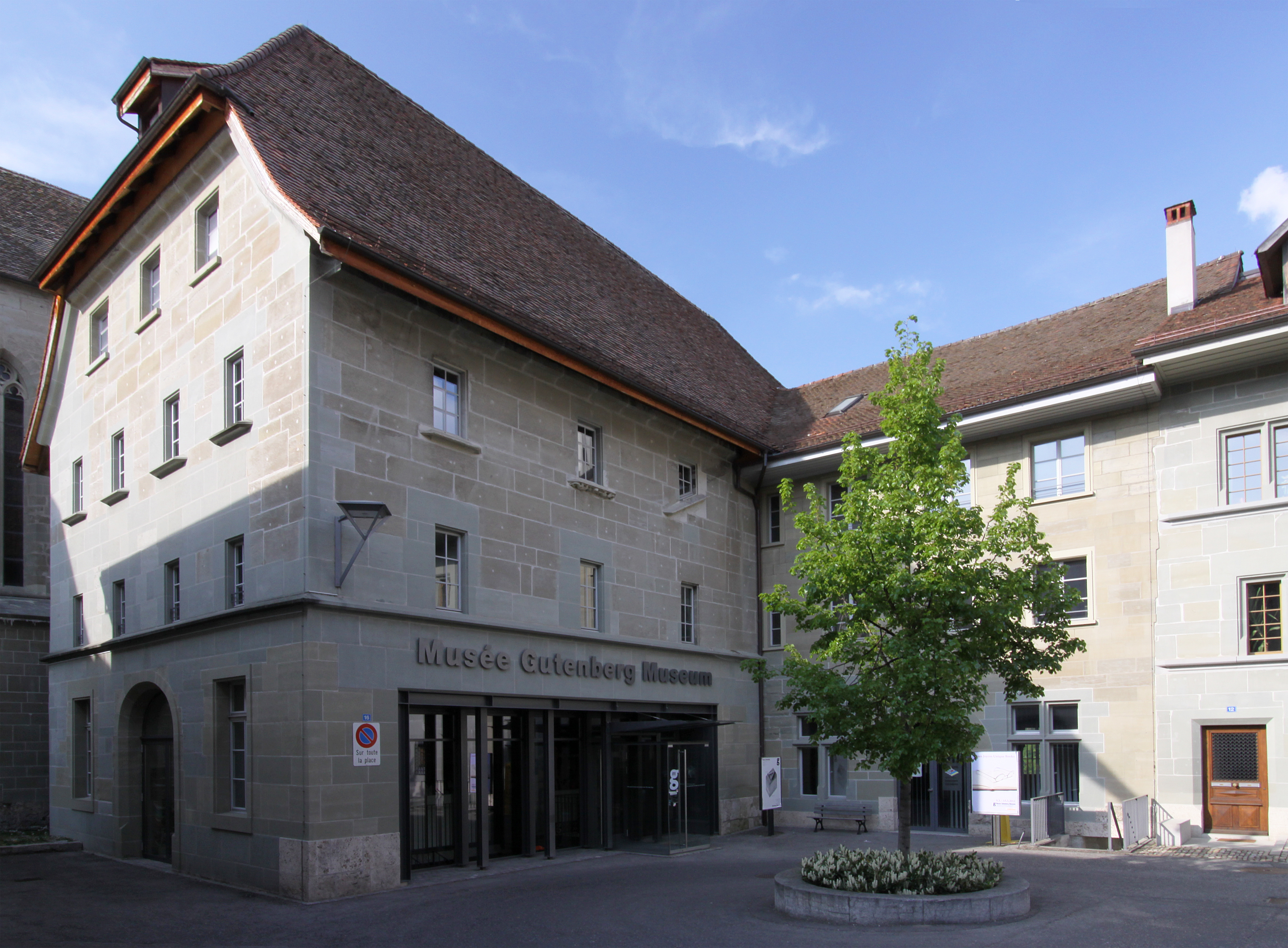
Das Gebäude in dem sich bis 2022 das Gutenberg Museum in Freiburg befand.

Der ehemalige Museumsbau stammt aus der Zeit Gutenbergs und befindet sich unmittelbar nordöstlich der Liebfrauenkirche sowie östlich des Tinguely-Museums. Die Postanschrift lautet Place Notre-Dame / Liebfrauenplatz 14–16. Weiter östlich endet die städtische Bebauung, weil dort das Gelände mit einer scharfen Kante um rund 40 Meter abfällt. Die Fundamente und Kellermauern sind aus grob behauenen Feldsteinen gesetzt, die oberen Stockwerke aus Sandsteinquadern, die östliche Aussenwand ist Teil der Stadtmauer.

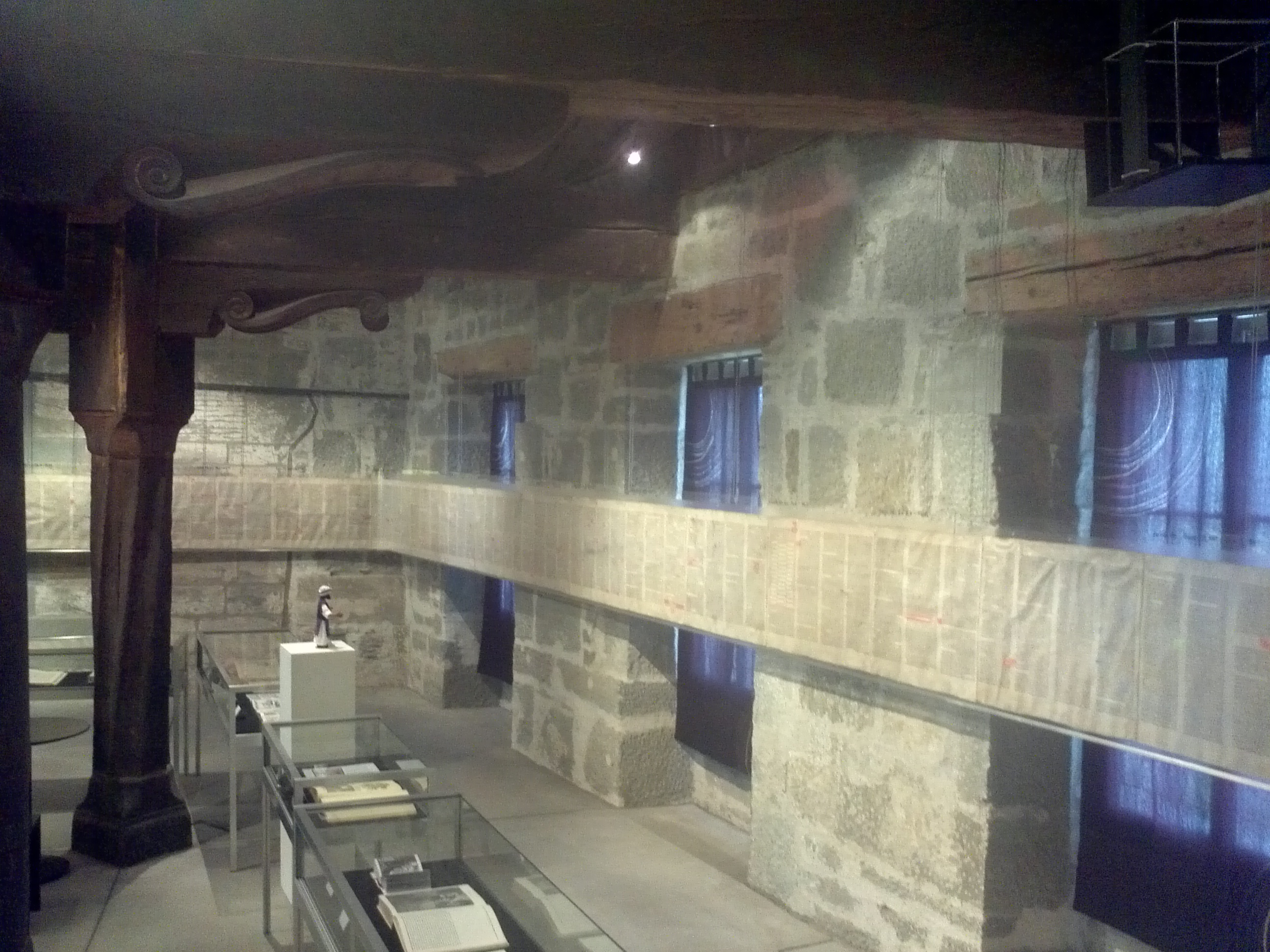
Teile des Deckenbalkens im Erdgeschoss

Das Bauwerk besteht aus zwei unterschiedlich alten Teilen. Vorgängerbau des älteren Teils waren drei aus dem 13. Jahrhundert stammende Wohngebäude, die nach Süden hin an ein anderes Gebäude angebaut waren. 1523–1527 wurde von Baumeister Peter Ruffinger an dieser Stelle der erste städtische Kornspeicher errichtet, der auf den alten Fundamenten in neuer Flucht aufsetzte. Bei dem Anbau des zweiten Gebäudeteils, einem rechtwinkligen Anbau aus dem 16. Jahrhundert, der heute als Hauptbau gilt und ein Schopfwalmdach besitzt, wurde der ältere Teil massgeblich verändert.
Die wesentlichen Gebäudeelemente wurden bei der letzten Renovierung von innen freigelegt und dokumentieren die Gebäudegeschichte. Wenige kräftige Sandsteinstützen und Eichenholzträger bilden das Traggerüst innerhalb der dicken Gebäudemauern. Vom Bildhauer Hans Geiler stammen die Ornamente am Holz.
Im Keller-Durchgangsbereich zwischen den beiden Bauteilen erfährt man etwas über die Baugeschichte des alten Kornspeichers. Alte Fotos dokumentieren äussere Veränderungen des Hauses der letzten 150 Jahre. Reste eines alten Treppenaufgangs zeugen von der wechselvollen Geschichte.
In den frühen 1980er Jahren sollte der Bau vollständig entkernt und umgenutzt werden. Eine Expertise des Denkmalamtes verhinderte dies.
Der ehemalige Eingangsbereich, der 1948 für die Nutzung als Feuerwehrhaus mit zwei Toren versehen worden war, wird von einer grossen, verglasten Stahlrahmenkonstruktion bestimmt. Die damalige, für heutige Verhältnisse als brachial empfundene Öffnung des Hauses wurde mit dem Umbau zum Museum architektonisch neu interpretiert. Weiter zeugen massive Stahlträger im Innern von der Feuerwehrzeit. Betonestrich als Bodenbelag und vereinzelte Betonstützen unterstreichen den vormals industriellen Charakter der Gebäudenutzung. Diese konstruktiven Elemente sind zudem feuerschutzpolizeilichen Auflagen geschuldet, bergen aber auch Versorgungsleitungen, insbesondere die Fussbodenheizung. Auch werden damit kleine Unterschiede der Fussbodenhöhen nivelliert, die durch den mehrfachen Umbau und durch Abnutzung entstanden sind.
Mit der Inventarnummer 2064 ist es in die Liste der Kulturgüter von nationaler Bedeutung im Kanton Freiburg eingetragen.

## Nutzungsgeschichte
Das Gebäude wurde als Kornkammer errichtet und Anfang des 18. Jahrhunderts mit dem etwas höheren Anbau versehen. Es ist nicht nur der älteste Kornspeicher der Stadt, sondern auch das älteste, heute noch erhaltene Kornhaus der Schweiz. Ein Ratsbeschluss aus dem Jahre 1786 sah den Neubau des Kornspeichers am neuen Kornmarkt vor. Bis zur Fertigstellung des wesentlich grösseren Grenettes 1793 an der Unteren Matte wurde das alte Gebäude entsprechend genutzt. Die Grenette wurde später zur Kaserne, heute ist darin der grösste Veranstaltungssaal der Stadt.
Das alte Kornhaus diente später als Tabakfabrik, ab 1838 war darin auch die Zollverwaltung und ab 1948 die Feuerwehr. Ende September 1981 bezog diese ihren heutigen Standort im Norden der Stadt. Das Haus stand nun für viele Jahre leer, gehörte aber weiterhin der Stadt Freiburg.
Eine von Marie-Thérèse Torche-Julmy und Walter Tschopp erstellte Expertise aus dem Jahre 1982 war die Grundlage für denkmaltechnische Auflagen zur Renovierung des Gebäudes.

## Druckindustrie in Freiburg
| Zeitraum  | Drucker                       |
| --------- | ----------------------------- |
| 1585–1597 | Abraham Gemperlin             |
| 1596–1605 | Wilhelm Mäß (Guillaume Maess) |
| 1606–1617 | Etienne Philot                |
| 1618–1651 | Guillaume Darbellay           |
| 1650–1676 | David Irrbisch                |
| 1677–1711 | Jean-Jacques Quentz           |
| 1712–1736 | Innocent Théodoric Hautt      |
| 1736–1773 | Heinrich Nikomedes Hautt      |
| 1774–1816 | Béat-Louis Piller             |
| 1. 2.     |                               |

Das Gutenberg Museum befand sich in einer der Städte, die für die Entwicklung der Schweizer Druckindustrie von besonderer Bedeutung gewesen sind. In den zweieinhalb Jahrhunderten des Druckereiwesens in Freiburg von den ersten Anfängen des Buchdrucks bis zum letzten Drucker unter staatlicher Aufsicht 1816 gab es dort immer nur eine typografische Werkstatt. Als Impulsgeber zur Gründung sowohl einer eigenen Bibliothek als auch einer eigenen Druckerei dürfte Peter Canisius gelten, der seit 1580 in der Stadt weilte und die Errichtung des Kollegium St. Michael forcierte. Canisius gilt als konservativ und Papst Gregor XIII. verpflichtet.
Erster Drucker war Abraham Gemperlin, der in den Jahren 1585–1597 tätig war. Von ihm stammen das frühest-bekannte in Freiburg gedruckte Buch, Sebastian Werros Fragstück des Christlichen Glaubens an die neuwe sectische Predigkandten / erstlich durch den hochgelehrten H. Johann Hayum… frantzoesisch beschriben; demnach durch Sebastian Werro… in das Teutsch gebracht; und mit angehencktem andern Theyl gemehret von 1585 sowie andere wichtige Texte der eben begonnenen Gegenreformation. Die Gründung der Druckerei steht in enger Verbindung der Gründung des Kollegium St. Michael 1582.
Wichtigster Auftraggeber war der Freiburger Klerus, namentlich die Jesuiten, das Bistum und die Stadt Freiburg mit ihren offiziellen Bekanntmachungen. Für den Zeitraum bis 1816 werden heute 1858 gedruckte Werke angenommen, davon 420 umfangreiche Bücher mit mehr als 49 Seiten. Von diesen 420 Büchern wurden 45 im 16. Jahrhundert, 138 im 17., 194, also fast die Hälfte aller gedruckten Bücher mit mehr als 49 Seiten im 18., und 43 Bücher im 19. Jahrhundert gedruckt. Bücher bis 48 Seiten (581 Stück) haben ihr grösstes Erscheinen ebenfalls im 18. Jahrhundert, während die Zahl einseitiger Schriften (857 Stück) während der Jahrhunderte kontinuierlich zugenommen haben.

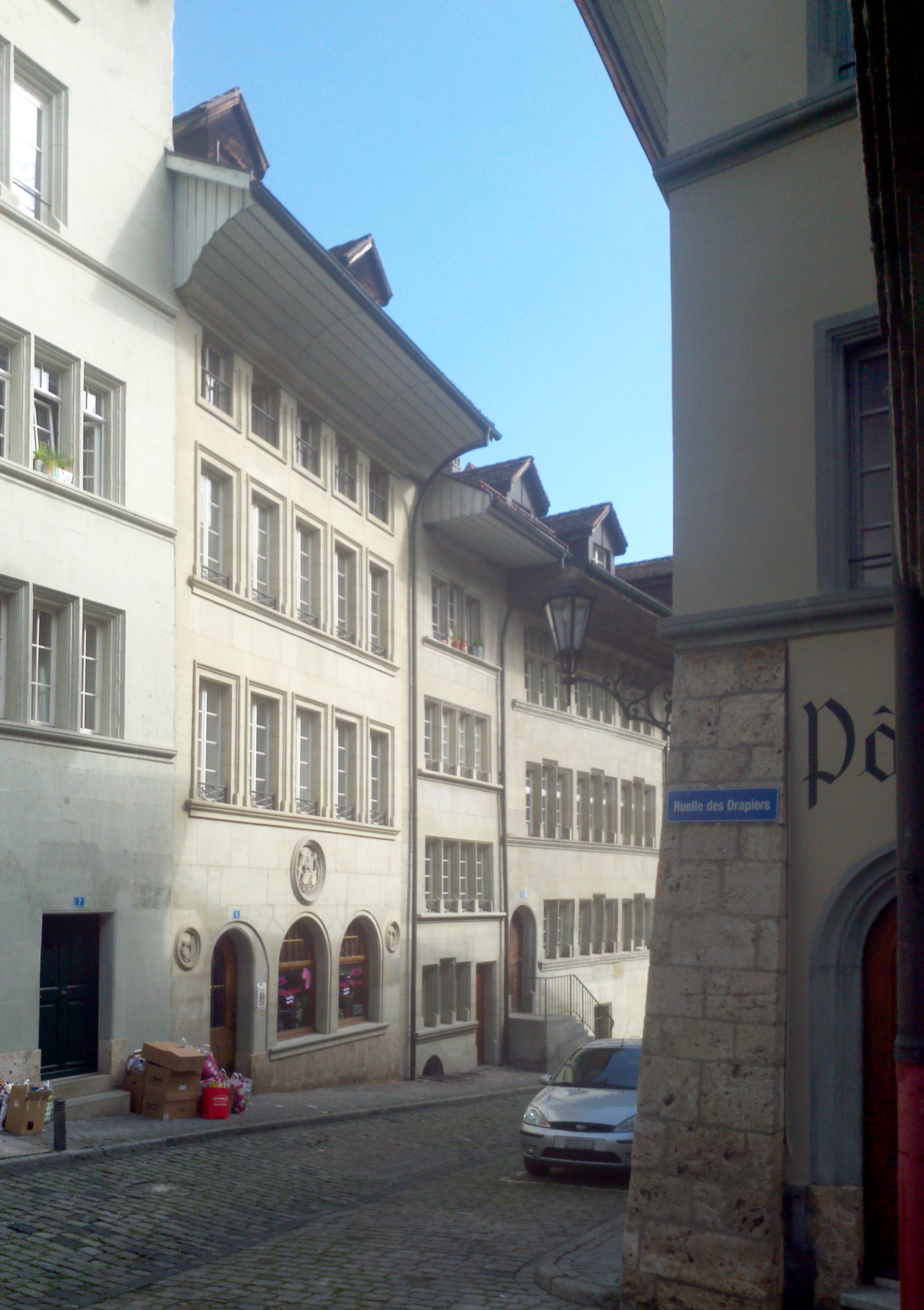
Rue d’Or 9

Abraham Gemperlin stammte aus Rottenburg am Neckar und hatte das Druckerhandwerk bei Ambrosius Froben in Basel gelernt. Dieser war bereits mit Druckaufträgen für Freiburg betraut und drängte die Stadt, dortselbst ein Druckatelier einzurichten. Nach einigen Probedrucken konnte sich Gemperlin in Freiburg etablieren und erhielt im August 1584 die behördliche Druckerlaubnis. Obwohl Gemperlin nur zwölf Jahre als Drucker in Freiburg wirkte, hat er für das Buchgewerbe einen Einfluss ausgeübt, der für mehr als 100 Jahre ausstrahlte. So lässt sich noch heute die Sorgfalt und das Raumempfinden der Werkstatt Gemperlins feststellen, das auf seinen Nachfolger übergegangen ist.
Mit Etienne Philot setzt nach bisher stetigen Perfektionierungen ein Abwärtstrend ein. Die Fehler beim Setzen des Texten nehmen deutlich zu. Horodisch konstatiert zudem: «Ein deutlicher Rückschritt bedeutet die Wirksamkeit Philots auf ästhetischem Gebiet. Während Gemperlin bei allen Mängeln unzweifelhaft Gefühl für Form und typographische Gestaltung besessen hatte, geht dieses Philot völlig ab. Alle seine Drucke sind reine Gebrauchsware für breite Kreise, billig und schlecht hergestellt.»
Gemperlins Partner und Nachfolger Wilhelm Mäß gründete am 23. Januar 1598 zusammen mit François Werro und dem Pharmazeuten Albert Lapis den ersten Freiburger Verlag und druckten als erstes Franz Guillimanns Werk De rebus Helvetiorum, ein Kompendium der vollständigen Geschichte der Schweiz bis 1315.
Mit Beginn des 18. Jahrhunderts übernahm Jean-Jacques Quentz die Freiburger Druckerei. Am 8. August 1710 wurde ein neuer Satz Lettern geliefert, die der Basler Schriftgiesser Rudolf Genath (1679–1740) des renommierten Familienunternehmens Johann Jakob Genath geschaffen hatte. Nach Quentz, also nach 1712 arbeitete man in der Rue d’Or 9, nachdem bisher im St.-Michael-Kollegium produziert worden war.
Dieser Wechsel stellte nicht nur wegen des neuen Standortes und eines neuen Druckers eine Zäsur dar. Mit der Niederlage der Katholiken bei den Villmergerkriegen im Juli 1712 brach die Produktion klerikaler Literatur ein, da Teile ihrer Verbreitung – insbesondere Bern – jetzt in progressiv-reformierter Hand waren. Das zehnbändige monumentale Werk Histoire des Helvétiens, eine Auftragsarbeit von Baron François-Joseph-Nicolas d’Alt de Tieffenthal, mit der dieser seine politische Stellung zu festigen versuchte, war für das Druckwesen jener Zeit eine dankbare Arbeit. Als weitere wichtige Werke sind zu nennen: die seit 1711 aufgelegten, kantonalen Periodika Almanach ou calendrier nouveau, zunächst nur in Französisch, ab 1731 auch in Deutscher Sprache, sowie die seit 1738 herausgebrachten Feuille d’Avis du Samedy à Fribourg en Suisse, die als erste Zeitung im Kanton angesehen werden kann.
Die Entwicklung der Druckkunst war in der Anfangszeit eng mit der Herstellung beziehungsweise Beschaffung von Papier verknüpft. Die bis 1921 produzierende, sechs Kilometer entfernte Papiermühle Marly war anfangs und für lange Zeit einziger Papierlieferant für die Druckerzeugung in Freiburg.
Im Gutenberg Museum war für die Geschichte des Druckereiwesens das 3. Stockwerk bestimmt.

## Gutenbergstube im Historischen Museum Bern
Die erste öffentliche Ausstellung der Schweizer Druckkunst erfolgte in der sogenannten Gutenbergstube im Historischen Museum in Bern. Sie geht auf die Vereinigung von Druckern zurück, die gemeinsam mit ihren Mainzer Kollegen an den Erfinder der Buchdruckkunst erinnern wollten.
Die Ausstellung mit einigen historischen Exponaten war zuerst im Historischen Museum Bern, dann im Gewerbemuseum im Alten Kornhaus Bern untergebracht. Die Drucker gründeten 1910 formell den Förderverein Schweizerisches Gutenbergmuseum, der 1992 mit dem Förderverein Schweizerisches Berufsmuseum für Buchbinderei zur Gesellschaft der Freunde des Gutenberg-Museums fusionierte. Grund für diesen Zusammenschluss war der Umstand, dass beide Museen einige Jahre zuvor aus dem Gewerbemuseum weichen mussten.
Der Freiburger Standort war umstritten, denn auch Epalinges und Bischofszell waren im Gespräch. Letztlich konnte sich Freiburg durchsetzen, weil dort ein hervorragend geeignetes aus der Zeit Gutenbergs stammendes Gebäude zur Verfügung stand, die Stadt für die Druckindustrie der Schweiz eine wichtige Funktion innehatte und sie durch ihre Nähe zum «Röstigraben» auch einen gewissen Kompromiss zwischen den Befürwortern der Ost- und Westschweiz darstellte.

## Ehemalige Ausstellung
Der Umfang der Ausstellung umfasste die Anfänge der Papier- und Druckerzeugung sowohl in Asien als auch in Europa bis hin zur elektronischen Druckerzeugung, wobei der Schwerpunkt auf der Erfindung der beweglichen Lettern bis etwa zur Mitte des 20. Jahrhunderts lag. Auf 1000 m² Ausstellungsfläche waren Druckmaschinen und -utensilien verteilt, die Wegpunkte der Druckentwicklung darstellten. Lebensgross modellierte Wachsfiguren zeigten den authentischen Umgang mit der Technik.

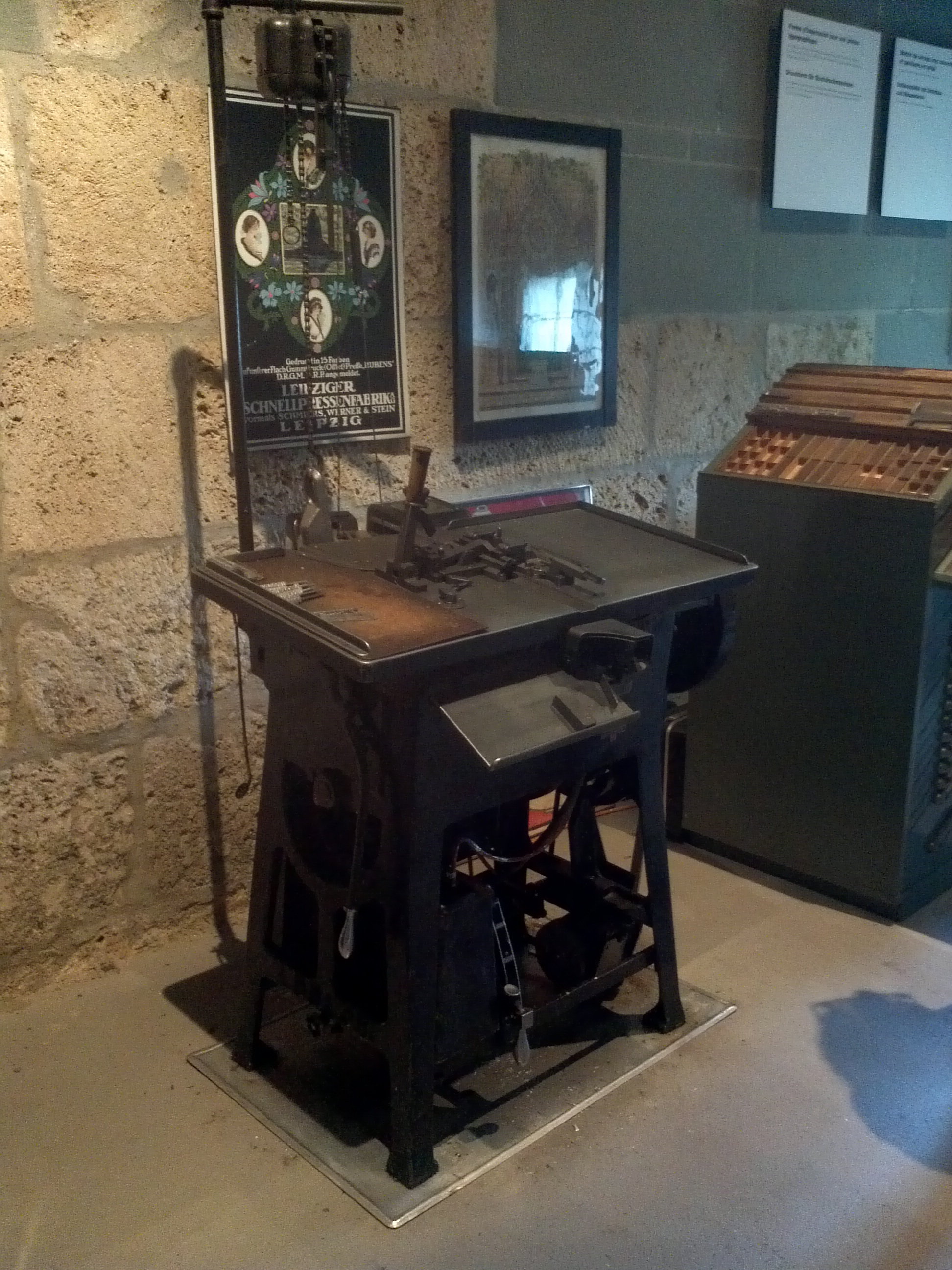
Die Ludlow Zeilengiessmaschine wurde vor allem für Überschriften verwendet
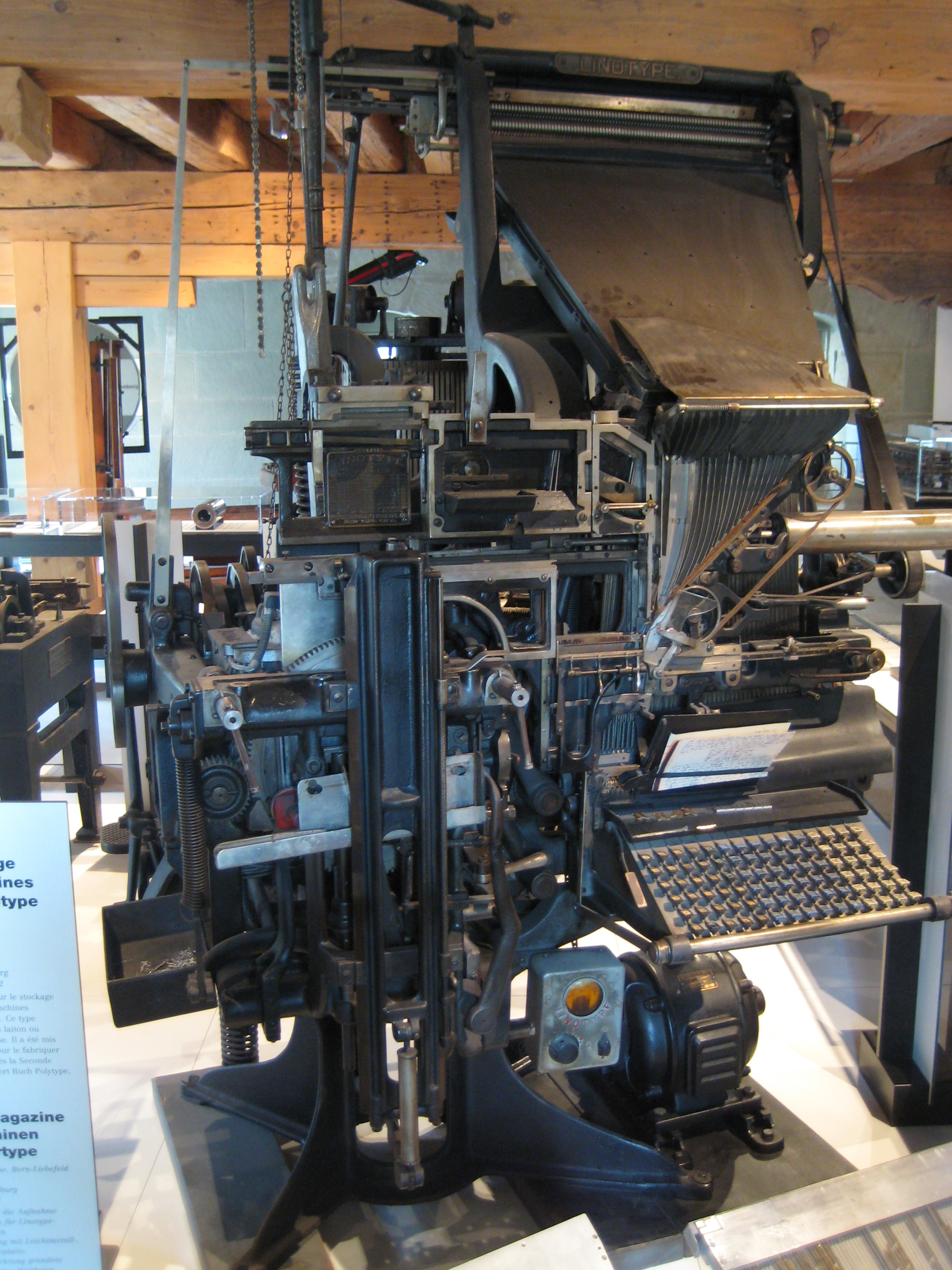
Eine Linotype-Setzmaschine, Marktführer seit Ende des 19. Jahrhunderts vor allem im Zeitungsdruck
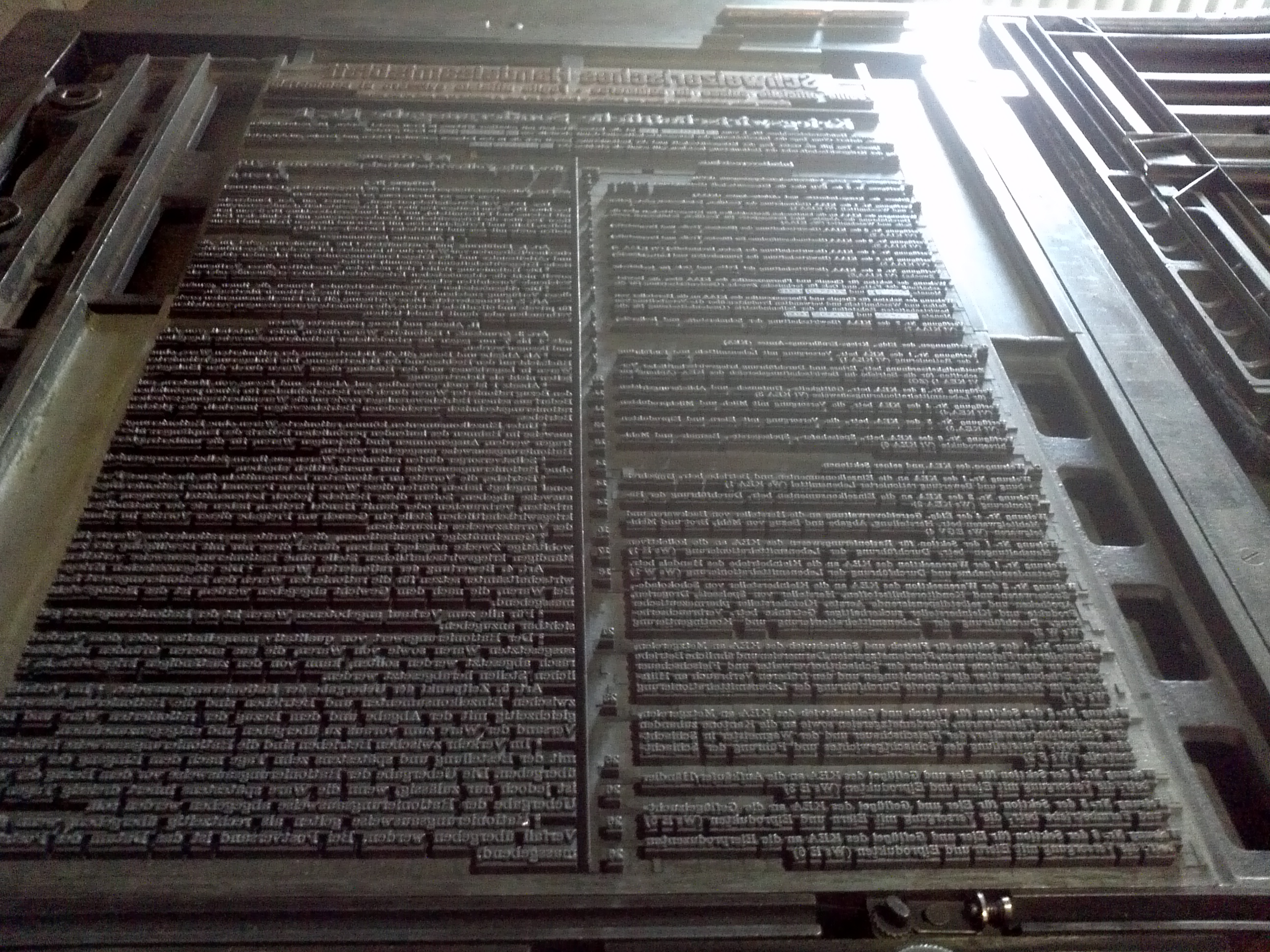
Druckstock des Schweizerischen Handelsamtsblattes (SHAB)
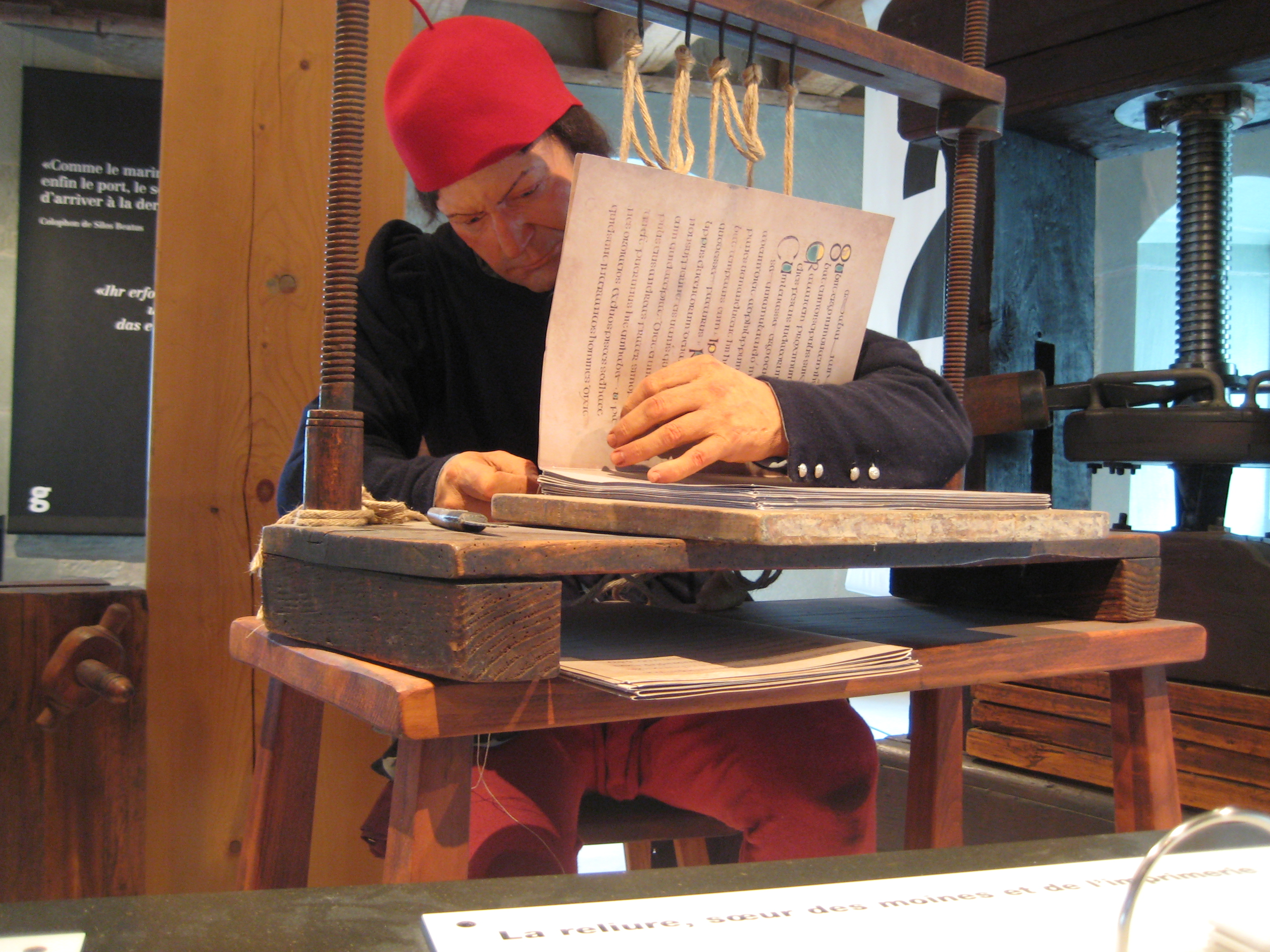
Ein Buchbinder an einem 2°-Folianten, dem seinerzeit grössten Buchformat

### Erd- und Kellergeschoss
Der Eingangsbereich des Westflügels umfasste neben der Kassenzone auch einen kleinen Museumshop. Das modern-transparent gestaltete Treppenhaus verschafft bereits vom Eingang her Einblick in die nachfolgenden Stockwerke. Immer wieder fallen Details des Baukörpers in Auge wie beispielsweise ein Türbogen zum älteren Gebäudeteil, der mit einer aufwändigen, zum Teil beschädigten Steinmetzarbeit versehen ist. Der Südostflügel, der ältere Teil des Bauwerkes, wurde für Sonderausstellungen und – durch einen gesonderten Eingang – auch für Empfänge und andere Anlässe verwendet.
Im Kellergeschoss befanden sich in den beiden Gebäudeteilen zwei funktionstüchtige Ateliers, die für Akzidenzdruck genutzt werden konnten. Alle, zum Teil tonnenschwere Geräte waren mit erklärenden Texttafeln versehen. Auch hier zu den Öffnungszeiten arbeitende, fachkundige Personen gaben individuelle Auskünfte.
Zum einen war dort ein Buchdruckatelier, in dem verschiedene, unterschiedlich alte Druckmaschinen den Werdegang der Druckerzeugung anschaulich machten. Die Handsetzerei veranschaulichte, wie bis zur Erfindung automatisierterer Techniken jeder Buchstabe einzeln per Hand gesetzt werden musste. Die fortschrittlichere Technik wurde mithilfe der Automatischen Tiegeldruckpresse präsentiert. Die beiden ausgestellten Linotypes waren von 1914 bis 1976 in der Schweizer Druckindustrie im Einsatz.
Zweitens fand sich ein reichhaltig ausgestattetes Buchbindeatelier, in dem vorwiegend handwerklich, also nur mit wenig Maschineneinsatz, die Kunst des Buchbindens gezeigt werden konnte. Hier wurden Werkzeuge aus mehreren Jahrhunderten ausgestellt, die die verschiedenen Stanz- und Schneidetechniken, aber auch Fadenheft- und Klebverfahren erläutern.
Beide Ateliers vermittelten die seit Gutenbergs Zeit eingesetzten Techniken des Satzes, des Drucks und der Buchbinderei. Besucher können sich an der Produktion beteiligen. In beiden Ateliers wurde wöchentlich gearbeitet und nur in diesen Zeiten waren die beiden Bereiche für Besucher zugänglich.

### Obergeschosse
Die zentralen Ausstellungsflächen befanden sich im ersten und zweiten Stockwerk. Das erste war vor allem den Anfängen der Buchdruckerei gewidmet, bei der mit seiner überwiegend handwerklichen und nicht maschinellen Fertigung der Werdegang des Buches deutlich wurde. Einzelne Stationen erklärten die Entstehung des Buches vor Gutenbergs Erfindung der beweglichen Lettern um 1450, die den Buchdruck revolutionierte. Andere Teile der Ausstellung widmeten sich der Papierherstellung, den verschiedenen Drucktechniken, der Entstehungsgeschichte der Schriften, den verschiedenen Illustrationstechniken sowie dem Übergang zur elektronischen Datenverarbeitung.
Der zweite Stock war insbesondere der Welt der Typografie, der Reproduktion von Bildvorlagen, den drei Druckverfahren und der Buchbinderei nach der Industriellen Revolution gewidmet. Die Druckmaschinen aus verschiedenen Epochen veranschaulichten die zunehmende Industrialisierung des Druckgewerbes. Einige der Geräte waren noch bis in die späten 1970er Jahre genutzt worden.
Im Dachgeschoss befindet sich ein Veranstaltungssaal, in dem eine Dauerpräsentation die Entwicklung von Wort, Sprache, Zeichen und Schrift aufzeigte. Ferner wurden in Schaukästen Druckwerke wie beispielsweise ein Faksimilie der Gutenberg-Bibel, insbesondere aber Erzeugnisse der Freiburger Druckerwerkstatt gezeigt. Ausserdem befanden sich hier die Station über die Geschichte der Schweizer Banknoten.

### Sonderausstellungen (Auswahl)
Jedes Jahr fanden sechs bis acht Sonderausstellungen mit Themen rund um Druck, Illustration und Kommunikation statt.
- 10. Juli bis 11. August 2013: Mit Hafis um die Welt
- 7. Juni bis 12. August 2012: Karl May. Abenteuerautor im Spiegel der Drucktechnik
- 31. März bis 3. Juni 2012: Des Clercs et des Livres, Bibliothèque dévoilée / Priester und Bücher, die Wiederentdeckung der Bibliothek
- 9. März bis 15. Mai 2011: James Joyce Unique Books
- 16. September bis 1. November 2009: A Quick Brown Fox jumps over the Lazy Dog
- 2008: Die Bibel, das Wort in tausend Sprachen
- 13. April bis 10. Juni 2007: Le Journal, Chronomètre de l’histoire / Die Zeitung, Sekundenzeiger der Zeitgeschichte
- 24. November 2006 bis 21. Januar 2007: 50 Jahre Bravo
- 5. Mai bis 7. Juli 2006: Les plus beaux livres / Schönste Bücher
- 8. Oktober 2002 bis 5. Januar 2003: Les trois révolutions du livre

## Förderverein und Organisation

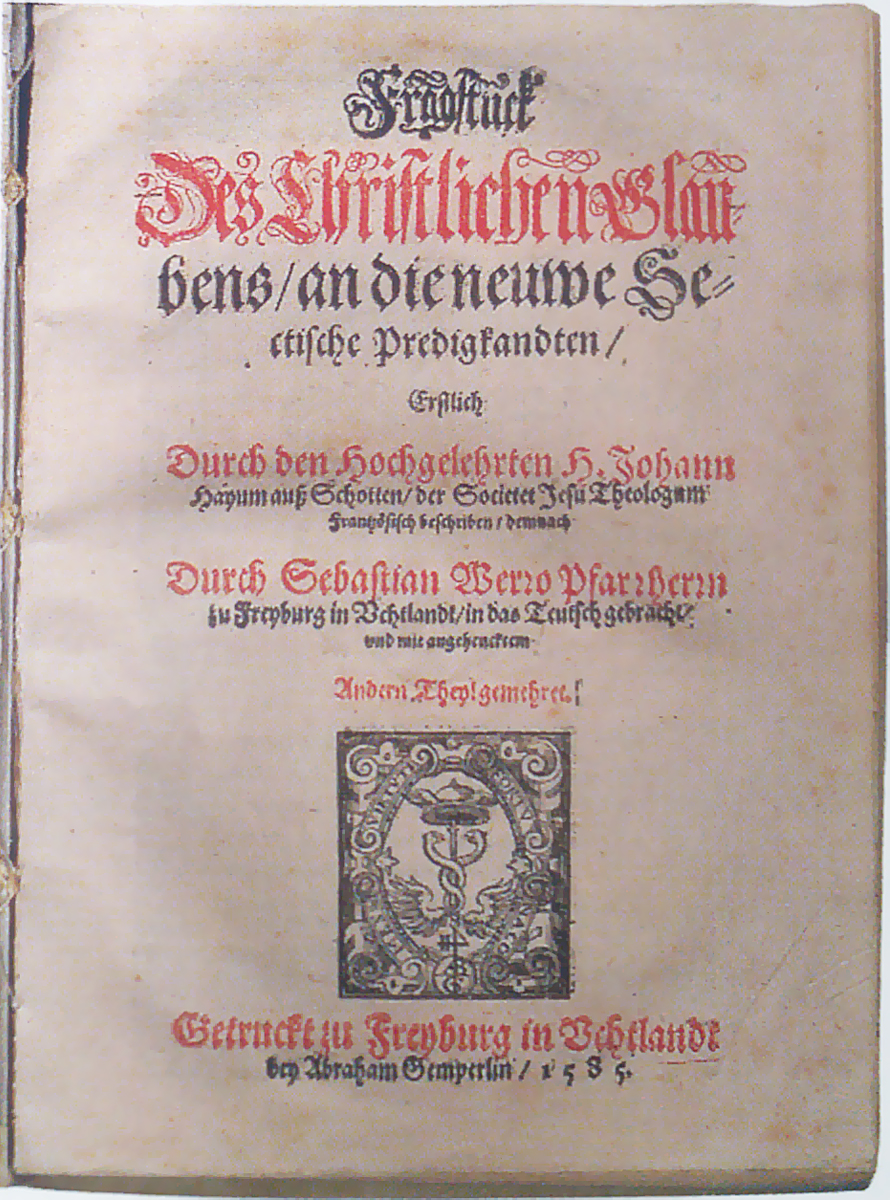
Das ältest-bekannte Druckwerk Freiburgs: Fragstück des Christlichen Glaubens etc., 1585

Das Museum wird seit 1992 vom Verein Gesellschaft der Freunde des Gutenberg Museums geführt, der in erster Linie von viscom, dem schweizerischen Verband für visuelle Kommunikation getragen und finanziert wird. Die Gesellschaft hat (Stand: Herbst 2013) über 500 Mitglieder.
Der Verein ist Besitzer der Ausstellungsgegenstände und fördert durch ideelle, personelle und finanzielle Unterstützung die Weiterentwicklung des Museums. Ein Vorstand und ein Beirat leiten die Geschicke des Museums. Seit April 2012 ist Stefan Ledergerber (* 1973) Direktor und löste damit Frau Dominique Chappuis Waeber ab, die zuvor sechseinhalb Jahre in diesem Amt tätig war.
Die Gesellschaft der Freunde des Gutenbergmuseums verfügt über zwei historische Bibliotheken, die ausgelagert sind, aber zum Reservoire der Wechselausstellungen gehören. Zu diesem Bestand gehört unter anderem Sebastian Werros Fragstück des Christlichen Glaubens etc. von 1585.
Als Depositum erhielt das Museum aus der Sammlung Gottlieb Wüthrich von dem Sammler und Numismatiker Gottlieb Wüthrich Drucke von Matthias Apiarius, die allerdings nicht zur Dauerausstellung gehören.
Zwischen Januar 2003 und Ende 2005 war das Museum wegen finanzieller Schwierigkeiten geschlossen, nachdem es 2,3 Mio. Franken Schulden angehäuft hatte. Wiedereröffnen konnte es erst, als viscom die Liegenschaft für 2,3 Mio. Franken käuflich erwarb und somit die Schulden tilgte. Danach sind die Besucherzahlen angestiegen, das Museum konnte die Einnahmen steigern und fusste (Stand 2012) auf einer stabilen finanziellen Basis.